# Antun Marija Zaharija
Antun Marija Zaharija (tal. Antonio Maria Zaccaria; Cremona, 1502. – Cremona, 5. srpnja 1539.), talijanski svetac i utemeljitelj reda barnabita.

## Životopis
Rodio se u Cremoni 1502. godine. Isprva je studirao medicinu, a zatim je prešao na teologiju. Zaredio se 1528. Ubrzo s Bartolomejom Ferrarijem i Jakovom Antunom Morigijem osniva Kongregaciju regularnih klerika Sveotg Pavla (red paulinaca). 1538. utemeljitelji reda su se uselili u samostan Svetog Barnabe u Milanu te su prozvani "barnabiti". 
Antun je umro u Cremoni 5. srpnja 1539. Pokopan je u crkvi Svetog Barnabe u Milanu. Blaženim je proglašen 3. siječnja 1890., a svetim ga je proglasio papa Lav XIII. Tijelo mu je ostalo neraspadnuto.